# Jean-Pierre Boulard
Jean-Pierre Boulard (nascido em 3 de dezembro de 1942) é um ex-ciclista francês que participou nos Jogos Olímpicos de Verão de 1968, onde terminou em décimo quinto na corrida de 100 km contrarrelógio por equipes.